# مارتشيلو ليبي
مارتشيلو ليبي (بالإيطالية: Marcello Lippi؛ 12 أبريل 1948) هو لاعب كرة قدم إيطالي سابق، ومدرب كرة قدم حالي. قاد منتخب إيطاليا لكرة القدم إلى الفوز بكأس العالم 2006، وقد استقال من تدريب المنتخب في 12 يونيو 2006 وقال : «لقد كان هدفي عندما استلمت قيادة المنتخب أن أفوز بكأس العالم، وقد حققت هذا الهدف». بدأ ليبي لعب كرة القدم في عام 1969 لنادي سافونا وانتقل بعدها إلى سامبدوريا واختتم مسيرته الكروية مع نادي بستوييزي. وبعد اعتزاله كرة القدم توجه إلى التدريب، وأصبح مدربا لناشئي نادي سامبدوريا في عام 1982، وفي عام 1989 أصبح مدربا لنادي تشيزينا في الدوري الممتاز، ثم انتقل إلى تدريب نادي لوكيزي، وأتالانتا ونادي نابولي. في عام 1994 انتقل إلى تدريب نادي يوفنتوس، وقد قاده إلى الفوز بلقب الدوري الإيطالي ثلاث مرات وكأس إيطاليا مرة واحدة، وكأس السوبر الإيطالي أربع مرات ولقب دوري أبطال أوروبا وكأس السوبر الأوروبية وكأس الإنتركونتيننتال مرة واحدة.
وفي عام 1999 درب نادي إنتر ميلان الإيطالي، وتركه في عام 2001، وعاد إلى تدريب يوفنتوس مرة أخرى، ليقوده إلى الفوز بلقب الدوري الإيطالي مرتين متتاليتين، وأوصله إلى نهائي دوري أبطال أوروبا إلا أنه خسر أمام إيه سي ميلان بضربات الجزاء الترجيحية، وفي عام 2004 وبعد كأس أمم أوروبا التي أقيمت في البرتغال، أسندت مهمة تدريب منتخب إيطاليا لكرة القدم إليه، وفي كأس العالم 2006 قاد منتخب إيطاليا لكرة القدم إلى الفوز بكأس العالم للمرة الرابعة بتاريخه والأولى منذ 24 عاما، وقد استقال من تدريب المنتخب بعد فوزه مباشرة وعين الاتحاد الإيطالي روبيرتو دونادوني مدربا للمنتخب، وبعد كأس الأمم الأوروبية لكرة القدم 2008 عاد إلى تدريب المنتخب مرة أخرى إلا أنه فشل في تحقيق أي نتائج تذكر في كأس العالم للقارات 2009 حيث سقط أمام منتخبي مصر والبرازيل وخرج من الأدوار الأولى.اما في جنوب إفريفيا
فلم يستطع اجتياز العتبة الأولى وخرج من دور المجموعات بعد الهزيمة أمام سلوفاكيا 2–3 في مباراة لم يحتسب فيها الحكم هدفين صحيحين للمنتخب الإيطالي أديا إلى خروجهم من دور المجموعات لأول مرة منذ كأس 1974.
وفي 30 مايو 2010 خلفه تشيزاري برانديلي في تدريب منتخب إيطاليا لكرة القدم على أن يسلمه المهمة بعيد انقضاء كأس العالم 2010.

## مسيرته التدريبية

### أخرى
في مارس 2007، أدار ليبي منتخب أوروبا [الإنجليزية] الذي لعب ضد مانشستر يونايتد في مباراة الاتحاد الأوروبي الاحتفالية، احتفالاً بالذكرى الخمسين لتوقيع اتفاقية روما والذكرى الخمسين لمشاركة مانشستر يونايتد في المسابقات الأوروبية. خسر فريقه 4–3 في أولد ترافورد.

## وصلات خارجية
- مارتشيلو ليبي على موقع الاتحاد الدولي (مؤرشف)  (الإنجليزية)
- مارتشيلو ليبي على موقع قاعدة بيانات كرة القدم.إي يو (الإنجليزية)
- مارتشيلو ليبي على موقع ناشيونال فوتبول تيمز (الإنجليزية)
- مارتشيلو ليبي على موقع Soccerbase.com (مدرب) (الإنجليزية)
- مارتشيلو ليبي على موقع عالم كرة القدم.نت (الإنجليزية)
- مارتشيلو ليبي على موقع GSA (الإنجليزية)

| سبقه لويس فيليب سكولاري | المدرب الفائز بكأس العالم لكرة القدم 2006 | تبعه فسينتي ديل بوسكي |